# Diocèse des Gonaïves
Le diocèse des Gonaïves est une circonscription territoriale de l'Église catholique en Haïti dans le département de l'Artibonite. Il fait partie de la province ecclésiastique de Cap-Haïtien. Depuis 2003, l'évêque des Gonaïves est Mgr Yves-Marie Péan.

## Histoire
Le diocèse des Gonaïves a été érigé le 3 octobre 1861, en même temps que l'archidiocèse de Port-au-Prince et les diocèses de Cap-Haïtien et de Port-de-Paix, par division de l'archidiocèse de Saint-Domingue, jusque-là seul diocèse de l'île d'Hispaniola.
Le premier évêque du nouveau diocèse n'a été nommé qu'en 1928. Par la suite il a perdu une partie de son territoire lorsque fut érigé le diocèse de Hinche en 1972.

## Liste des évêques des Gonaïves
- Joseph-François-Marie Julliot (1928 - 1936)
- Paul-Sanson-Jean-Marie Robert (1936 - 1966)
- Emmanuel Constant (1966 - 2003)
- Yves-Marie Péan, C.S.C. (2003 - ...)